# Dekvrucht
Een dekvrucht is een gewas dat gelijktijdig met een ander gewas – de ondervrucht of onderteelt – wordt ingezaaid op hetzelfde perceel, maar sneller groeit. De dekvrucht dient als bescherming voor de ondervrucht, onder meer tegen ongunstige weersomstandigheden en de ontwikkeling van onkruid. Daarnaast kan de dekvrucht helpen om de negatieve effecten van droogte voor de ondervrucht te beperken.
De ondervrucht vervult op haar beurt vaak een aanvullende functie. Zo kan zij nuttige insecten aantrekken of dienstdoen als stikstofbinder en/of groenbemester. Deze combinatie van gewassen draagt bij aan een duurzamere en efficiëntere teelt.

## Voorbeelden
Een veelvoorkomend voorbeeld is het inzaaien van rode klaver onder een graangewas, waarbij de klaver als ondervrucht fungeert. Ook het zaaien van grasland onder gerst komt voor, waarbij de gerst als dekvrucht optreedt en het jonge gras beschermt tegen concurrentie van onkruid. Vooral voor de langzaam groeiende soorten veldbeemd en roodzwenk is inzaaien onder een dekvrucht noodzakelijk om een gewas te krijgen dat in de herfst voldoende ontwikkeld is om in het volgende jaar zaad te kunnen vormen. Daarnaast moet het ook sterk genoeg zijn om bespuitingen met onkruidbestrijdingsmiddelen te kunnen verdragen.
In de fruitteelt worden soms afrikaantjes of Oost-Indische kers als ondervrucht gebruikt onder appelbomen, met het oog op biodiversiteit en bodemverbetering.